# Il cielo contromano su Giove
Il cielo contromano su Giove è il primo album in studio del cantautore italiano Deddy, pubblicato l'8 ottobre 2021 dall'etichetta Warner Music Italy.

## Descrizione
Il disco, lanciato come riedizione dell'EP Il cielo contromano, è prodotto da Stefano Tonigni, in arte Zef, Francesco Catitti, in arte Katoo, Michele Canova Iorfida, Nazo, Tom Beaver, B-Croma, Antonio Iammarino e Cesare Chiodo.

## Tracce
1. Giove – 2:44
2. Pensa a te – 2:49
3. Mentre ti spoglio – 3:36
4. Occhi verdi – 3:43
5. Tu non passi mai – 2:48
6. Cenere (feat. Nisba) – 2:40
7. Piccoli brividi – 2:51
8. La prima estate – 3:04
9. Il cielo contromano – 3:04
10. 0 passi – 3:09
11. Piccoli brividi – 2:43
12. Ancora in due – 3:02
13. Come mai – 4:04
14. Parole a caso – 2:37
15. Buonanotte – 2:39

## Classifiche
| Classifica (2021) | Posizione massima |
| ----------------- | ----------------- |
| Italia            | 3                 |